# Scott Brayton

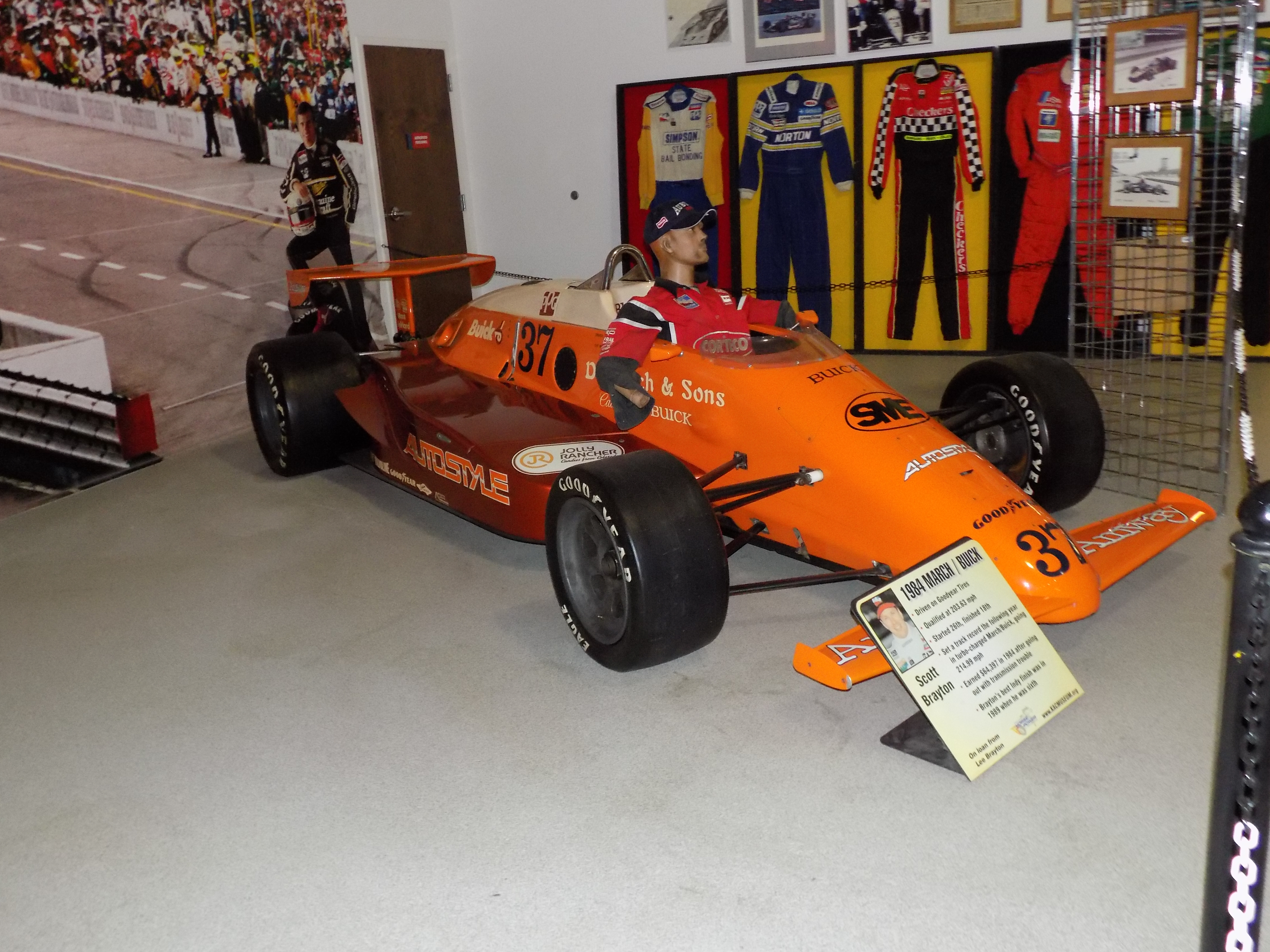
Der von Scott Bryton beim Indianapolis 500 1984 gefahrene March

Scott Everts Brayton (* 20. Februar 1959 in Coldwater, Michigan; † 17. Mai 1996 in Indianapolis, Indiana) war ein US-amerikanischer Automobilrennfahrer.

## Karriere
Scott Brayton nahm an 14 Indianapolis-500-Rennen teil, zum ersten Mal 1981. Insgesamt bestritt er 147 IndyCar-Rennen, stand zwei Mal auf dem Siegerpodest und beendete die Saison 1991 auf dem zwölften Rang.
Brayton kam im Jahr 1996 bei einem Trainingsunfall auf dem Indianapolis Motor Speedway ums Leben, nachdem er sich in der Qualifikation bereits die Pole-Position für das Rennen gesichert hatte.

## Persönliches
Brayton hinterließ seine Frau und eine Tochter, die zum Zeitpunkt seines Todes zwei Jahre alt war.